# Surahammar (đô thị)
Đô thị Surahammar (tiếng Thụy Điển: Surahammar kommun) là một đô thị ở hạt Västmanland của Thụy Điển. Thủ phủ là thị xã Surahammar. Dân số thời điểm 31 tháng 12 năm 2000 là 10340 người.